# Bljuštac
Bljuštac (tikvenjača, vijavka, lat. Bryonia), rod od 12 vrsta penjačica, trajnica i grmova iz porodice Cucurbitaceae. U Hrvatskoj rastu dvodomni i bijeli bljuštac, obično uz živice, ograde i jarke, uz poljske putove i ceste, zidove, plotove, po živim međama i grmlju, ponekad i uz rub šume.
Rod je raširen od Europe do središnje Azije i zapadnih Himalaja, i od Makaronezije istočno kroz sjevernu Afriku. Ime roda dolazii po grčkoj riječi bryo, izdanak, po brojnim izdancima koji izbijaju iz rizoma.
Većina vrsta je otrovna, a karakteristične su po viticama i bobicama. Dvodomni i bijeli bljuštac nekada su smatrane podvrstama kretskog crvenog bljuštaca.
Crveni i bijeli bljuštac su se nekada koristili kao diuretik, čija smola djeluje kao jako sredstvo za čišćenje organizma, ali je njezina upotreba zbog otrova nepreporučljiva za laike

## Vrste
1. Bryonia acuta Desf.
2. Bryonia alba L., bijeli bljuštac, otrovna uresna grmasta penjačica
3. Bryonia aspera Stev.
4. Bryonia cretica L., crveni bljuštac, otrovna penjačica trajnica
5. Bryonia dioica Jacq., dvodomni bljuštac ili vražja repa, uresna, otrovna, trajnica penjačica
6. Bryonia flexuosa Yild.
7. Bryonia lappifolia Vassilcz.
8. Bryonia melanocarpa Nabiev
9. Bryonia monoica Aitch. & Hemsl.
10. Bryonia multiflora Boiss. & Heldr.
11. Bryonia syriaca Boiss.
12. Bryonia verrucosa Dryand. ex Ait.